# Raman Jartanovich
Raman Jartanovich (8 de junio de 2002) es un deportista de Bielorrusia que compite en atletismo. Ganó una medalla de bronce en el Campeonato Mundial de Atletismo Sub-20 de 2021, en la prueba de lanzamiento de disco.